# New Philadelphia (Pennsilvània)
New Philadelphia és una població dels Estats Units a l'estat de Pennsilvània. Segons el cens del 2000 tenia 1.149 habitants.

## Demografia
Segons el cens del 2000, New Philadelphia tenia 1.149 habitants, 507 habitatges, i 311 famílies. La densitat de població era de 297,7 habitants per quilòmetre quadrat.
Dels 507 habitatges en un 24,9% hi vivien nens de menys de 18 anys, en un 44% hi vivien parelles casades, en un 11,4% dones solteres, i en un 38,5% no eren unitats familiars. En el 35,3% dels habitatges hi vivien persones soles el 22,3% de les quals corresponia a persones de 65 anys o més que vivien soles. El nombre mitjà de persones vivint en cada habitatge era de 2,26 i el nombre mitjà de persones que vivien en cada família era de 2,96.
Per edats la població es repartia de la següent manera: un 21,2% tenia menys de 18 anys, un 5,7% entre 18 i 24, un 26,5% entre 25 i 44, un 23,8% de 45 a 60 i un 22,8% 65 anys o més.
L'edat mediana era de 43 anys. Per cada 100 dones de 18 o més anys hi havia 90,1 homes.
La renda mediana per habitatge era de 27.159 $ i la renda mediana per família de 38.229 $. Els homes tenien una renda mediana de 29.107 $ mentre que les dones 20.192 $. La renda per capita de la població era de 17.899 $. Entorn del 6,3% de les famílies i el 10,6% de la població estaven per davall del llindar de pobresa.

## Poblacions més properes
El següent diagrama mostra les poblacions més properes.